# آلة تمزيق الورق

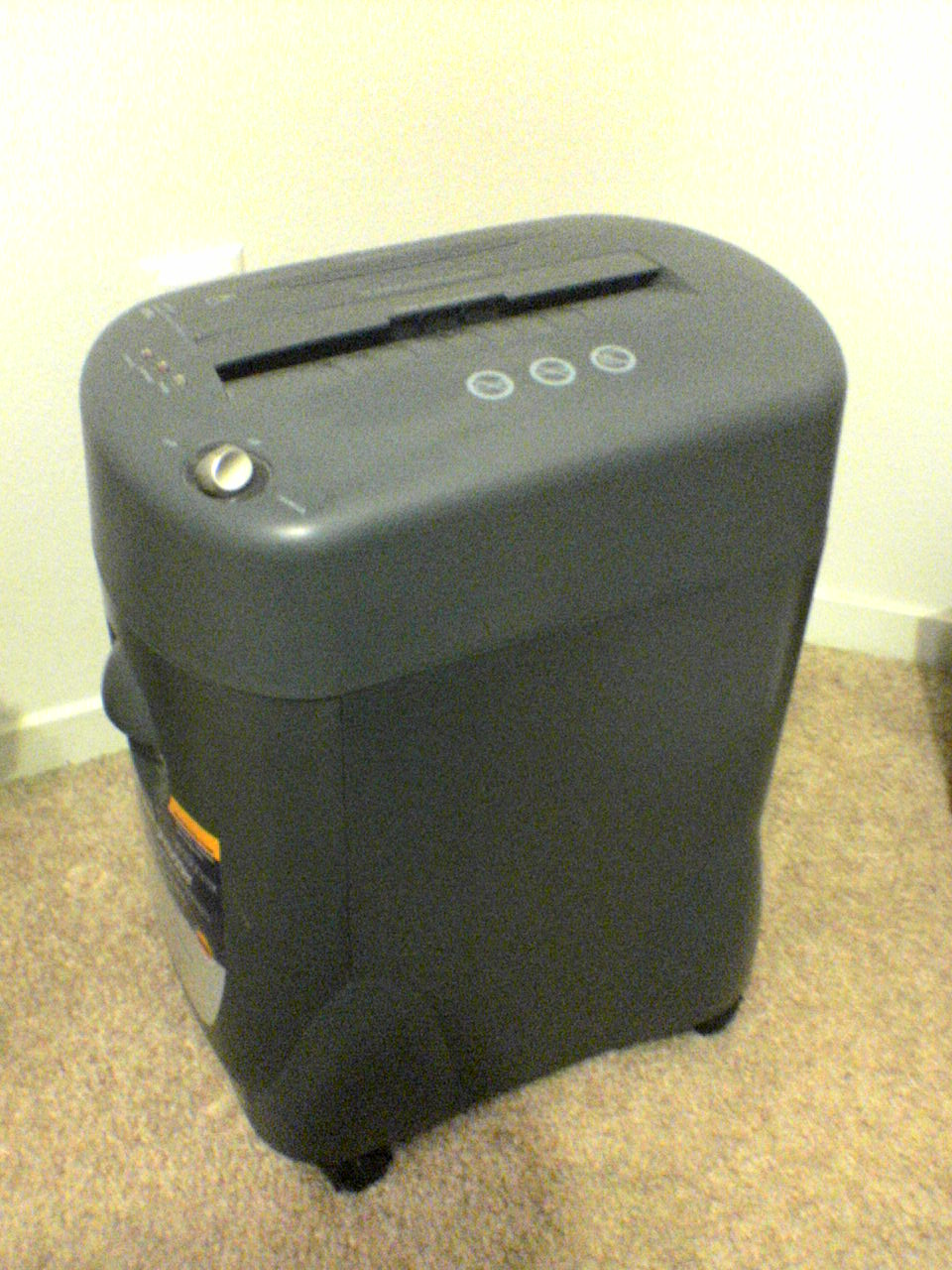
آلة تمزيق الورق مع سلة مهملات داخلية

آلة تمزيق الورق أو الفرّامة جهازٌ ميكانيكي يستخدم لقص الورق إلى شرائح أو جزيئات دقيقة. تستخدم المؤسسات الحكومية والشركات والأفراد أدوات تمزيق الورق لتدمير المستندات الخاصة أو السرية أو الحساسة.

## الاختراع
يرجع الفضل لأول آلة تمزيق الورق إلى المخترع المثمر أبوت أغسطس لوو [الإنجليزية]، الذي تم تسجيل براءة اختراعه في 2 فبراير 1909. لكن اختراعه لم يصنع أبداً.